# Île d'Yeu
Île d'Yeu is een eilandje bij de Franse kust met een oppervlakte van 23 km². Het eiland kan worden bereikt per veerboot vanuit Fromentine en Saint-Gilles-Croix-de-Vie. Het eiland heeft een bevolking van nog geen 5.000 mensen, maar ontvangt in de zomermaanden meer dan 30.000 toeristen. 

## Bestuur
Er ligt één gemeente op het eiland; de naam van de gemeente wordt met een lidwoord en een streepje geschreven: L'Île-d'Yeu. De gemeente telt een kleine vijfduizend inwoners, die vooral leven van toerisme en visserij. Op het eiland liggen de volgende plaatsen: Port-Joinville, Port-de-la-Meule en Saint-Sauveur.

## Bezienswaardigheden
- Vieux-château de l'Île d'Yeu (14e eeuw).
- Het eiland heeft vijf vuurtorens, Le grand Phare (41 meter) in het noordwesten, de vuurtoren op La pointe des Corbeaux in het zuidoosten en drie vuurtorens in de haven van Port-Joinville.
- Fort de la Grande Conche (of fort Neuf) uit 1860 in het zuidoosten.
- Port de la Meule, een kleine natuurlijke haven in een kreek tussen twee rotswanden.
- Kapel Notre-Dame-de-Bonne-Nouvelle (11e eeuw).
- Kerk Saint-Sauveur met fresco's van de 12e tot de 16e eeuw. De toren verloor haar spits door een brand in 1953.
- Pointe du But, de meest westelijke punt van het eiland waar eertijds een misthoorn en een semafoor voor de scheepvaart waren geplaatst.
- Gedenksteen voor de slachtoffers van de scheepsramp met de Sequana (1917).[1]

## Bewoners
Op het eiland staat een gevangenis die vooral bekend is, omdat maarschalk Philippe Pétain hier zijn levenslange gevangenisstraf uitzat van 1945 tot zijn dood in 1951.
De Belgische koning Filip heeft een vakantieverblijf op het eiland.

## In de populaire cultuur
De Belgische kleinkunstzanger Kris De Bruyne had met 'Lydia d'Île d'Yeu' een hitje. Het nummer gaat over een prostituee die klaarblijkelijk zeer bekend en begeerd is.